# Hirsingue
Hirsingue (deutsch Hirsingen) ist eine französische Gemeinde mit 2131 Einwohnern (Stand 1. Januar 2022) im Département Haut-Rhin in der Europäischen Gebietskörperschaft Elsass und in der Region Grand Est. Sie gehört zum Arrondissement Altkirch, zum Kanton Altkirch und zum Gemeindeverband Sundgau. Die Einwohner nennen sich les Hirsinguoises.

## Geografie
Die Gemeinde Hirsingue liegt an der oberen Ill im Sundgau, fünf Kilometer südlich von Altkirch.
Nachbargemeinden von Hirsingue sind Altkirch im Norden, Wittersdorf, Tagsdorf (Berührungspunkt) und Schwoben im Nordosten, Bettendorf im Osten, Ruederbach im Südosten, Heimersdorf im Süden, Largitzen im Südwesten sowie Hirtzbach im Westen.

## Geschichte
Siedlungsspuren aus dem Neolithikum und der Römerzeit. Die Ortsnamenendung -ingen deutet auf eine Entstehung bereits zur Zeit der alemannischen Landnahme hin. Der Ort gehörte im Mittelalter der Abtei Niedermünster, dann dem Bischof von Basel und nach 1324 den Habsburgern, die das Dorf den Grafen von Glères-Montjoie als Lehen übereigneten. Im Dreißigjährigen Krieg (1633) zerstörten die Schweden den Ort.
Im Zweiten Kaiserreich beschäftigte eine Weberei bis zu 300 Arbeitskräfte. In der Reichslandzeit wich dieser Betrieb nach Nancy aus und kehrte nach 1918 wieder zurück.
Die Rue du Château erinnert an das 1742 von J. C. Bagnato errichtete stattliche Barockschloss mit großer Parkanlage der Grafen von Montjoie-Hirsingen, das während der Revolution geplündert, als Nationalgut verkauft und abgebrochen wurde.
Die Synagoge (ein interessanter Bau aus dem frühen 20. Jahrhundert) erinnert an die starke jüdische Gemeinde, die 1785 an die hundert Mitglieder zählte.

## Bevölkerungsentwicklung
| Jahr      | 1962 | 1968 | 1975 | 1982 | 1990 | 1999 | 2006 | 2018 |
| Einwohner | 1399 | 1561 | 1539 | 1881 | 2010 | 2057 | 2132 | 2121 |

## Sehenswürdigkeiten
- Kirche Sankt Johannes der Täufer (Saint-Jean-le-Baptiste), ein frühklassizistisches Bauwerk, an dessen Innenausstattung auch  Gabriel Ignaz Ritter beteiligt war. Erbaut 1772–74. Beachtenswerte Louis-Seize-Innenausstattung. Rinckenbach-Orgel von 1922 im Orgelbuffet von Callinet.
- Kapelle Vierge-Marie-des-Douleurs et de Sainte-Catherine (Kapelle Mariä Schmerzen und St. Katharina), genannt d'r Garner (= Karner: Beinhaus) aus dem Jahr 1111
- Herz-Jesu-Kapelle (Chapelle du Sacré-Cœur)
- Synagoge von 1911/12. Origineller Bau, eine Synthese von Neubarock und Jugendstil
- Mairie. Gebäude im spätklassizistischen Stil (Louis-Philippe). Baujahr 1844. Arkaden im Erdgeschoss und säulengestützter Balkon, kleiner Uhrengiebel und Dachreiter.Spätklassizistisches Rathaus von Hirsingue

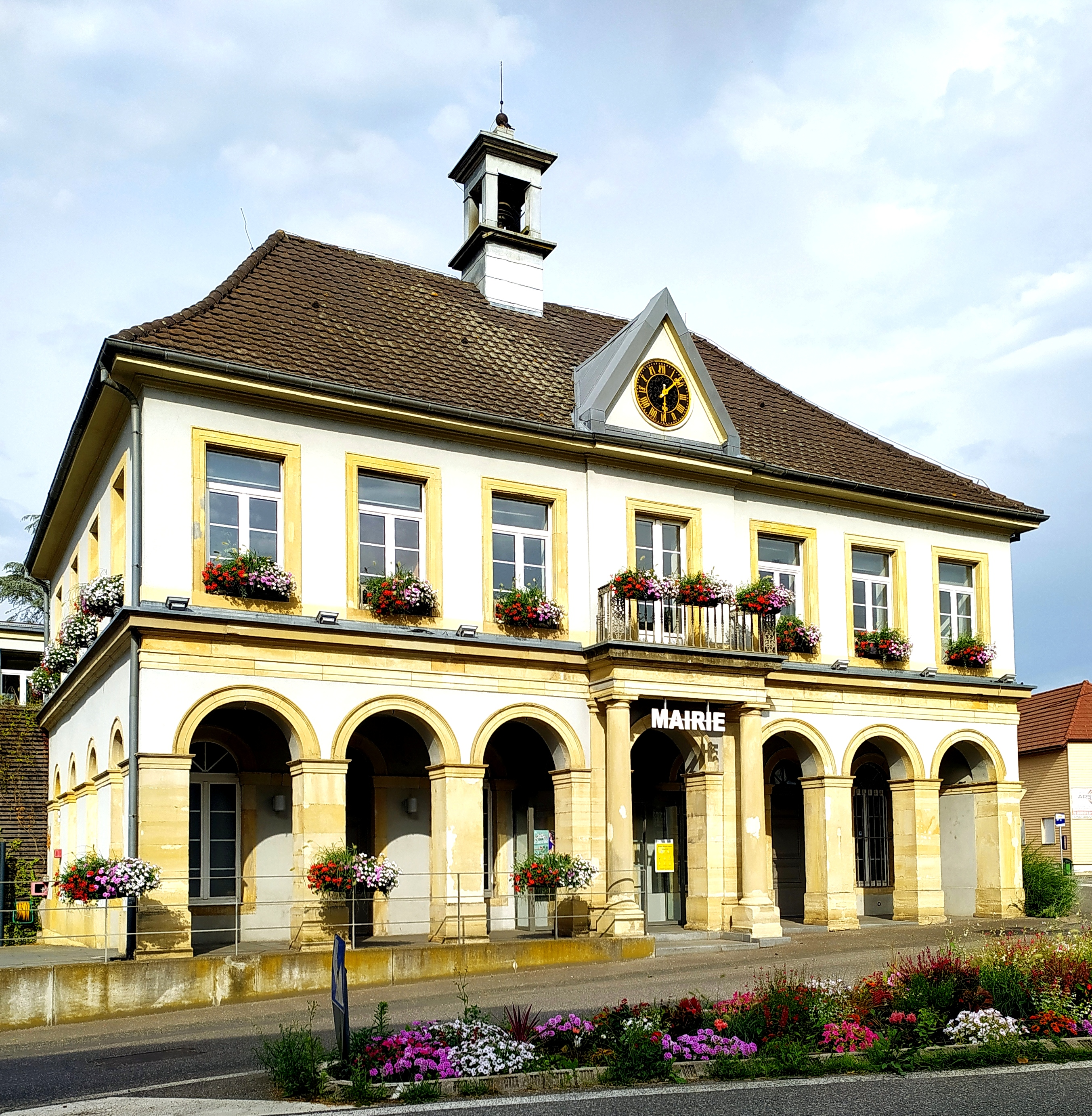
Spätklassizistisches Rathaus von Hirsingue

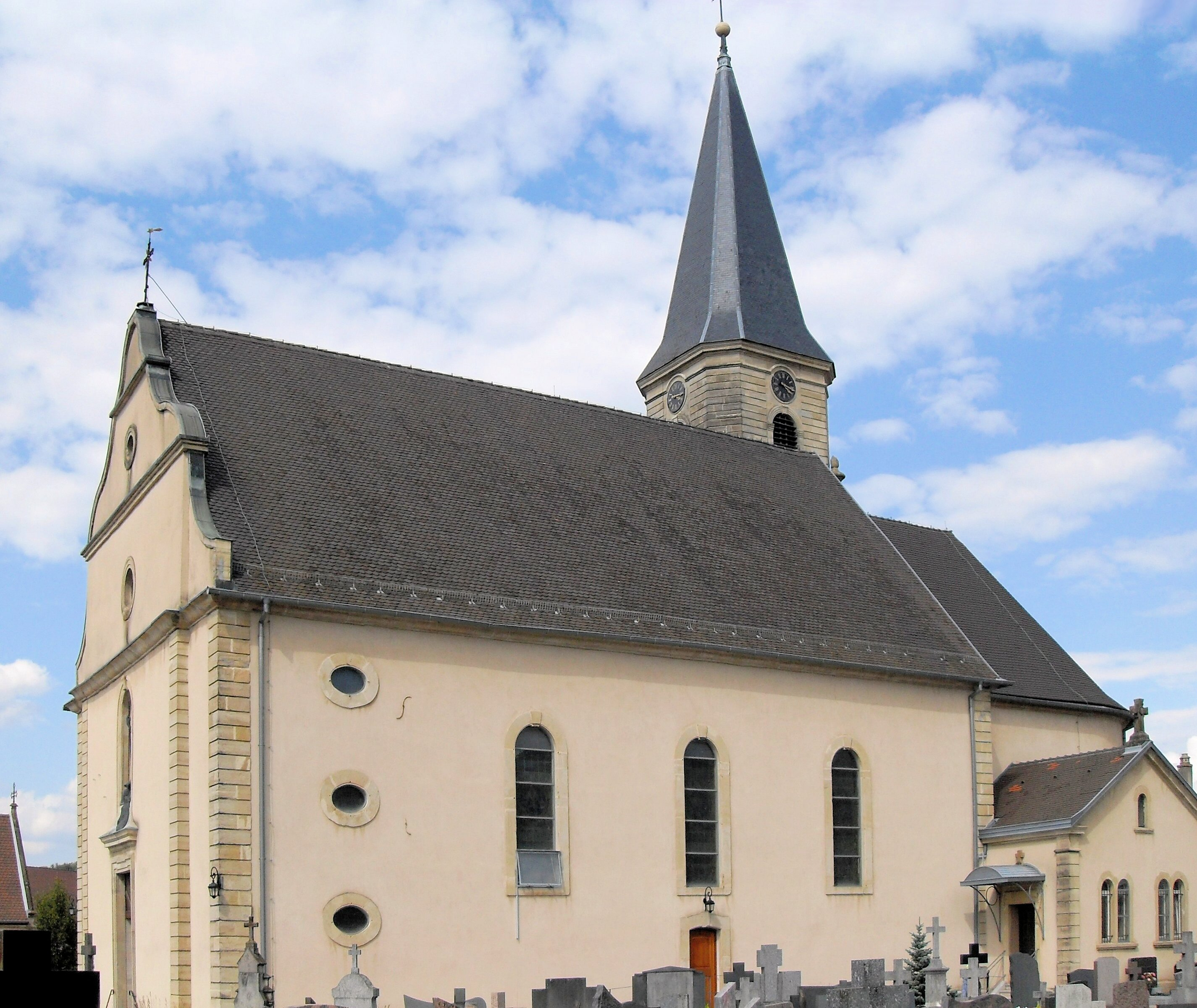
Kirche Saint-Jean-Baptiste
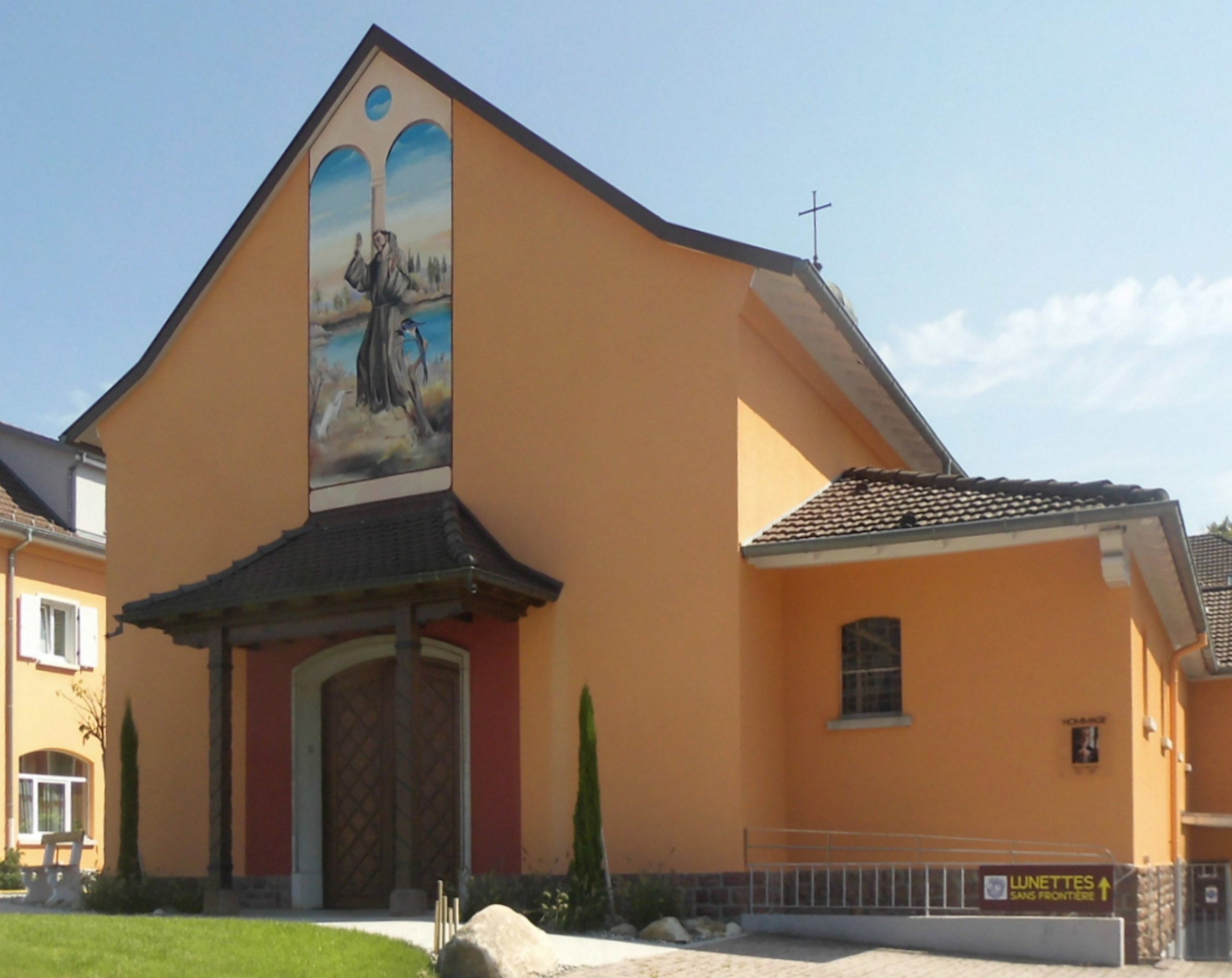
Herz-Jesu-Kapelle
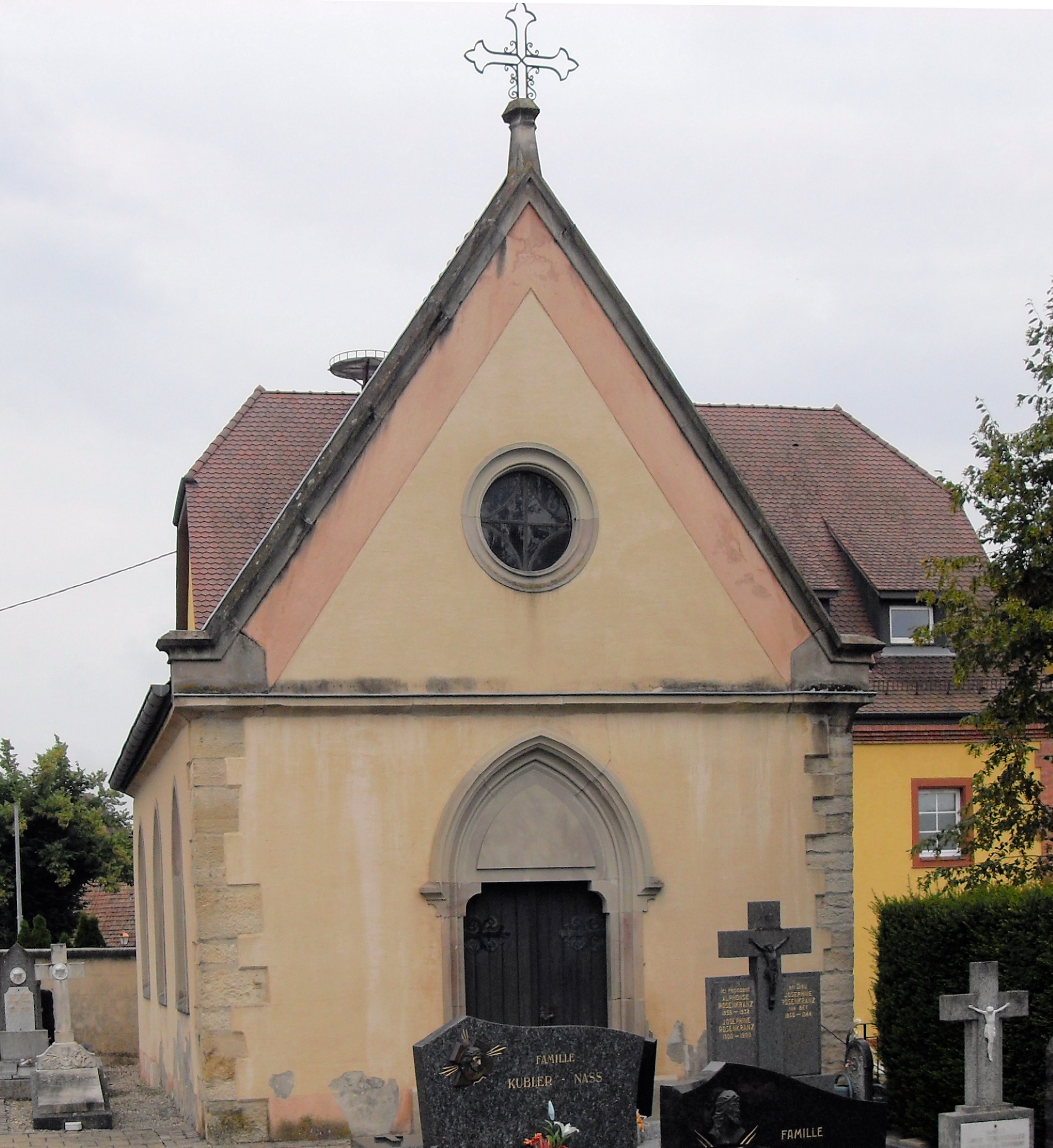
Kapelle Mariä Schmerzen und St. Katharina

## Persönlichkeiten
- Simon-Nicolas de Montjoie-Hirsingue (1693–1775), römisch-katholischer Geistlicher, Fürstbischof von Basel
- Franz Xaver Haegy (1870–1932), römisch-katholischer Geistlicher, Redakteur und Politiker